# Aseptis pausis
Aseptis pausis är en fjärilsart som beskrevs av Smith 1899. Aseptis pausis ingår i släktet Aseptis och familjen nattflyn. Inga underarter finns listade i Catalogue of Life.